# Шилентабор
Шилентабор (словен. Šilentabor) — поселення в общині Півка, Регіон Нотрансько-крашка, Словенія. Висота над рівнем моря: 735,5 м.